# Mayo-Tsanaga
Mayo-Tsanaga är ett departement i Kamerun.   Det ligger i regionen Nordligaste regionen, i den norra delen av landet, 800 km norr om huvudstaden Yaoundé. Antalet invånare är 699 971.